# Бжеско
Бжеско (пол. Brzesko) — город в Польше, входит в Малопольское воеводство, Бжеский повет. Имеет статус сельско-городской гмины. Занимает площадь 11,73 км². Население — 16 912 человек (на 2004 год).